# Pärlvingad myrtörnskata
Pärlvingad myrtörnskata (Thamnophilus bridgesi) är en fågel i familjen myrfåglar inom ordningen tättingar.

## Utbredning och systematik
Fågeln förekommer i Stillahavssluttningen från sydvästra Costa Rica till västra Panama. Den behandlas som monotypisk, det vill säga att den inte delas in i några underarter.

## Status
IUCN kategoriserar arten som livskraftig.

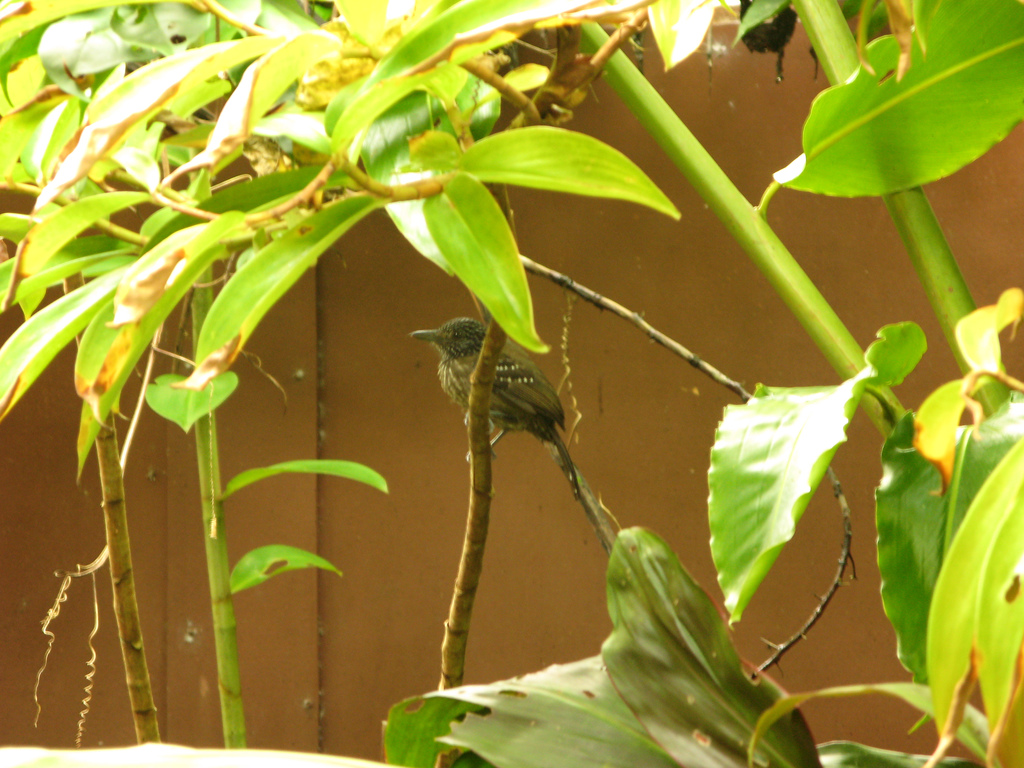